# Diòcesi de Valèria
La diòcesi de Valèria va ser una antiga demarcació de l'Església Catòlica Romana a Hispània, que va existir almenys des del segle vi fins al segle viii a l'antiga província Cartaginense i radicada a la desapareguda ciutat romana de Valèria, actualment al terme municipal de Las Valeras (Castella-La Manxa). Amb la conquesta del territori per part d'Alfons VIII de Castella, la seu no va ser restaurada, sinó que el seu territori es va incorporar al bisbat de Conca.

## Història
Segons les dades de Plini i Ptolemeu, la seu de la diòcesi, Valèria, va ser una ciutat romana de la província o convent Cartaginense, i amb un estrat anterior celtibèric. La seva ubicació radica a les poblacions de Valera de Arriba, la més propera a les ruïnes de la ciutat romana i que de fet va tornar a adoptar el nom de Valèria el 1959, i Valera de Abajo, actualment unides en el municipi Las Valeras. Les llistes de bisbes es remunten fins a l'any 589 i del darrer, la seva última noticia és del 693, tanmateix és possible que pogués durar més o tenir un successor. Fins i tot pot ser que l'activitat eclesiàstica es mantingués durant un temps sota domini musulmà, doncs la seu apareix en llistes cristianes i àrabs posteriors, però l'antiga ciutat va entrar en franca decadència, passant a ser tan sols una aldea, això sí amb un castell. En tot cas, es marca la seva desaparició amb la conquesta musulmana de la península ibèrica. Posteriorment, la diòcesi no va ser restaurada quan el territori va passar a mans cristianes, perquè amb la conquesta de la ciutat de Conca per part d'Alfons VIII –que havia estat engrandida pels andalusins i tenia, per tant, una major importància– el territori de la diòcesi de Valèria, i també de la d'Arcàvica, va passar al nou bisbat de Conca el 1182, que més tard va incorporar el territori de Segòbriga.

### Llista de bisbes
Els bisbes documentats són els següents:
- Joan (ca. 589)
- Magnenci (ca. 610)
- Eusebi (ca. 633-637)
- Tagonci (638-654)
- Esteve (655-ca. 675)
- Gaudenci (ca. 675-ca. 693)

## Seu titular
El 1969 l'Església Catòlica va declarar Valèria com a seu titular i va atorgar el títol el 1970. Des de llavors l'han ostentat les següents persones:
- Antonio Lloren Mabutas (1970-1972)
- Hugolino Felix Cerasuolo Stacey (1975-1985)
- Francesco Canalini (1986-Avui)